# Lucillianus (magister equitum)
Pour les articles homonymes, voir Lucillianus.
Ne doit pas être confondu avec Lucillianus (comes).
Lucillianus, mort en 363, est un général romain. Il est le beau-père de l'empereur Jovien.
Il commande les troupes romaines face aux Sassanides en 350. Il participe par la suite à l'arrestation et à l'exécution du cousin de l'empereur Constance II, le César Gallus.
Durant la guerre civile qui oppose Julien à Constance, Lucillianus commande les forces de ce dernier en Illyrie. Enlevé durant son sommeil, il refuse de rallier Julien et est déchu de son commandement.
Lucillianus est rappelé aux affaires après la mort de Julien, lorsque son gendre Jovien est proclamé empereur. Il reçoit un commandement militaire important en Occident avant d'être assassiné au cours d'une mutinerie en Gaule.

## Biographie

### Origine
Lucillianus pourrait être originaire de la province de Pannonie comme l'époux de sa fille Charito, l'empereur Jovien. Sa ville natale était peut-être Sirmium, dans la province de Mésie supérieure, où il était autrefois en poste, et dans laquelle il réside pendant sa retraite forcée entre 361 et 363.

### Carrière sous Constance II (350-361)
En 350, l'empereur Constance II est aux prises avec l'usurpateur Magnence. L'empereur confie à Lucillianus le commandement de ses forces contre l'Empire sassanide de Chapour II, en guerre contre l'Empire romain depuis 337. À ce titre, Lucillianus (qui fut probablement nommé dux Mesopotamiae ou plus vraisemblablement comes rei militaris,) défend avec succès la forteresse de Nisibe contre les attaques perses.
En 354, Lucillianus est nommé comes domesticorum (commandant des protecteurs domestiques) du César Gallus, le cousin de Constance chargé par lui d'administrer les provinces orientales de l'Empire. Constance, qui se méfie de Gallus, a en réalité décidé secrètement de le faire arrêter et exécuter et l'a convoqué à cette fin d'Antioche à sa cour de Mediolanum (actuelle Milan). Lucillianus a pour mission d'accompagner Gallus durant son dernier voyage et de dissiper ses soupçons quant aux intentions de Constance. Gallus est arrêté en chemin à Pétovio par Barbatio, avant d'être condamné à mort à Pola en Istrie.
En 358, il se rend aux côtés du général Procope en mission diplomatique auprès de Chapour II. Il est encore présent à la cour du roi sassanide en 359, avant la reprise des hostilités entre Perses et Romains qui se traduit en juillet de cette année par le siège d'Amida,.

### Enlèvement par Julien (361)
Constance élève en 355 son cousin Julien, le demi-frère de Gallus, à la dignité de César, et lui confie la garde des Gaules, menacées par les incursions de tribus germaniques venues d'outre-Rhin. La reprise des hostilités avec l'Empire perse conduit l'empereur à s'établir sur la frontière orientale et le force à mobiliser ses troupes. Constance demande à Julien de lui faire parvenir deux de ses légions - ce que ce dernier refuse avant de se faire proclamer Auguste par ses troupes à Lutèce. Lucillianus reste fidèle à Constance, qui refuse de reconnaître Julien comme co-empereur malgré l'envoi d'offres de conciliation. Par conséquent, Julien décide de faire marcher ses troupes vers celles de Constance afin de s'imposer sur le champ de bataille.
Lucillianus est nommé commandant des armées de Constance en Illyrie, avec rang de magister equitum. Il établit son quartier général à Sirmium, d'où il compte s'opposer à l'avancée vers l'Est des armées de Julien.
Alors qu'il réside dans la ville de Bononia (aujourd'hui Banoštor en Serbie), située au nord de Sirmium, Lucillianus est surpris dans son sommeil et capturé lors d'un raid nocturne des troupes de Julien. Il est amené en état de choc devant le prétendant qui lui offre l'occasion de se soumettre en accomplissant un acte d'« adoration » (adoratio). Lucillianus répond avec audace à Julien en remettant en question la sagesse de sa rébellion contre Constance.
Lorsque Constance meurt en novembre 361 et que Julien devint le seul empereur, Lucillianus est déchu de son commandement et prend sa retraite à Sirmium.

### Rappel par Jovien et assassinat (363)
Après la mort de Julien au cours de la bataille de Samarra lors de sa campagne contre les Perses en 363, le gendre de Lucillianus, Jovien, commandant de la garde impériale, est désigné comme Auguste par les officiers de l'empereur défunt.
Jovien rappelle son beau-père au service et le nomme commandant des armées romaines dans la préfecture du prétoire d'Italie, avec le grade de magister equitum et peditum (maître de cavalerie et d'infanterie). Il le charge de se rendre à Mediolanum et d'affirmer son autorité sur les provinces occidentales,.
Jovien relève le commandant des armées en Gaule de ses missions (sa loyauté envers Julien étant apparemment suspecte) et lui choisit pour successeur un général du nom de Malaric. Après le refus de ce dernier, Lucillianus se précipite à Reims, capitale de la Gallia Belgica, pour revendiquer le poste pour lui-même.
Après son arrivée, Lucillianus conduit une enquête sur l'administration locale car il soupçonne certains fonctionnaires de corruption et de détournement de fonds. Ces derniers s'assurent du soutien et de la protection des soldats. L'un des coupables s'enfuit vers la caserne et convainc des soldats des Batavi que l'empereur Julien est toujours en vie et que Jovien n'est qu'un rebelle.
Une mutinerie s'ensuit au cours laquelle Lucillianus est assassiné. L'un de ses serviteurs, le futur empereur Valentinien, parvient à s'échapper.